# SL Benfica no futebol internacional

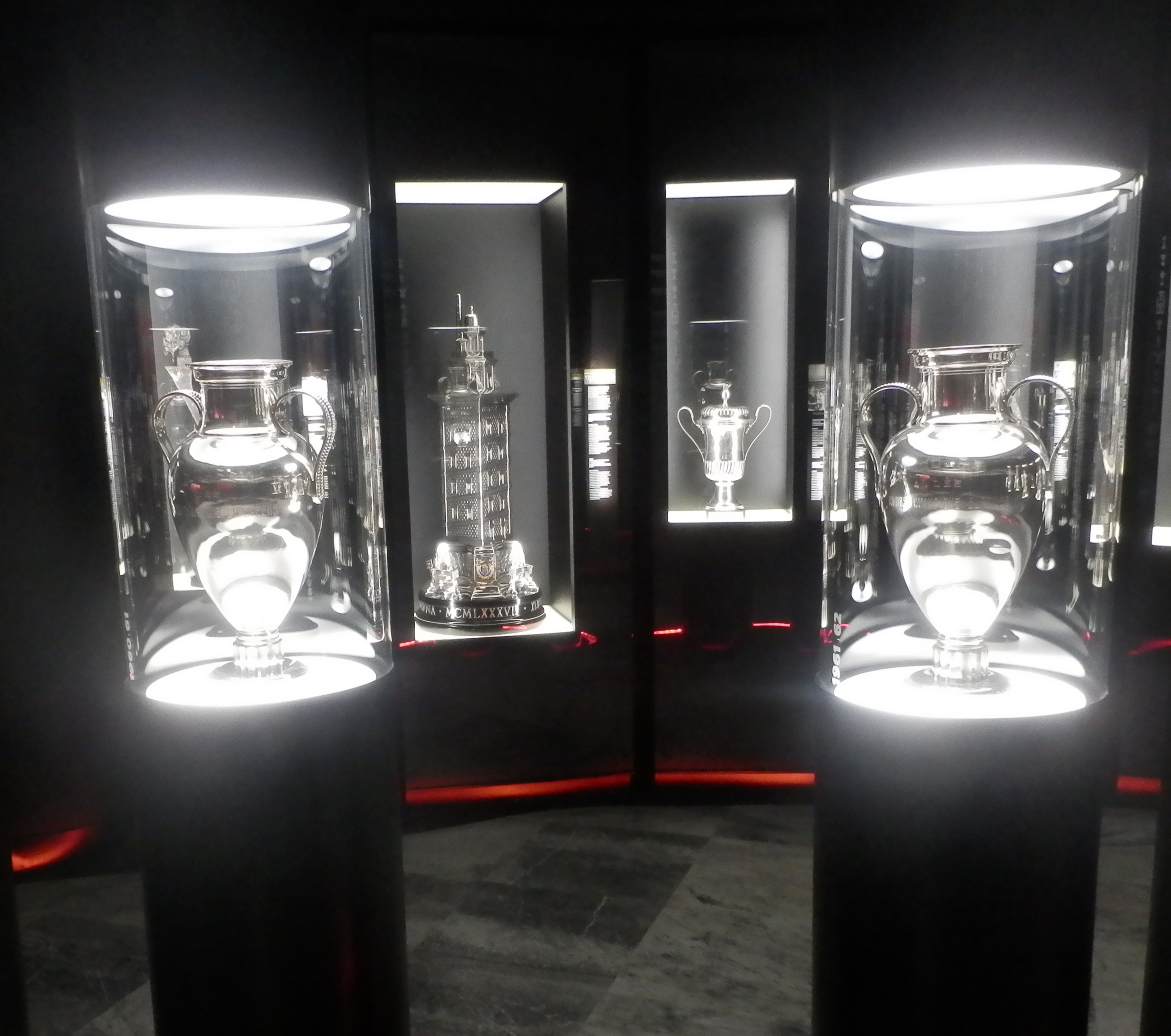
Os troféus da Taça dos Campeões Europeus de 1961 e 1962 expostos no Museu Cosme Damião.

O Sport Lisboa e Benfica é um clube de futebol profissional português com sede em Lisboa cuja participação nas competições europeias remonta à década de 1950. Como campeão de Portugal, o Benfica deveria ter participado na edição inaugural da Taça dos Campeões Europeus em 1955, mas não foi convidado pelos organizadores. Dois anos depois, eles fizeram a sua estreia europeia contra o Sevilla na competição, em 19 de setembro de 1957.
O Benfica conquistou o seu primeiro título europeu em 1961, derrotando o Barcelona para ganhar a Taça dos Campeões Europeus, e manteve com sucesso o título no ano seguinte depois de derrotar o Real Madrid. Depois disso, eles chegaram a mais cinco finais (1963, 1965, 1968, 1988 e 1990), mas não reconquistaram o título. Este insucesso foi atribuído a uma suposta maldição (agora quebrada, após a conquista da Liga Jovem da UEFA de 2021–22) pelo técnico húngaro Béla Guttmann. O Benfica também alcançou três finais da Taça UEFA/Liga Europa da UEFA (1983, 2013 e 2014).
Com dois títulos consecutivos da Taça dos Campeões Europeus, um recorde português, o Benfica é a segunda equipa portuguesa mais condecorada em todas as competições da UEFA e detém o recorde português de mais jogos em finais das competições da UEFA, com dez jogos. Adicionalmente, as suas 41 participações na Liga dos Campeões (antiga Taça dos Campeões Europeus) só são superadas pelo Real Madrid e, a partir de maio de 2022, o Benfica ocupa o oitavo lugar no ranking de todos os tempos da competição.
A maior vitória europeia do Benfica é 10-0, que veio contra o Stade Dudelange do Luxemburgo para a Taça dos Campeões Europeus de 1965-66, e a sua vitória agregada de 18-0 (8-0 na primeira mão) constitui um recorde da competição. O defesa brasileiro Luisão detém o recorde do clube com mais jogos na Europa, com 124 jogos, enquanto o avançado português Eusébio é o melhor marcador europeu do clube, com 56 golos.

## Contexto
A primeira competição continental organizada pela UEFA foi a Taça dos Campeões Europeus em 1955. Concebida por Gabriel Hanot, o editor do L'Équipe, como uma competição para os vencedores das ligas nacionais europeias de futebol, é considerada a mais prestigiada competição europeia de futebol. Nesse ano, o Benfica tinha conquistado a Primeira Liga, mas os organizadores da Taça dos Campeões selecionaram o Sporting CP para participar na primeira edição. Outra competição de clubes, a Taça das Cidades com Feiras, foi criada em 1955 e disputada em paralelo com a Taça dos Campeões Europeus. Eventualmente, ficou sob os auspícios da UEFA em 1971, que a rebatizou como Taça UEFA. Desde a temporada 2009-10, a competição é conhecida como Liga Europa da UEFA.
Em 1957, o Benfica conquistou o título da liga e garantiu a sua estreia europeia na Taça dos Campeões Europeus de 1957-58. Nos anos seguintes, a UEFA criou competições de clubes adicionais. A primeira, a Taça dos Clubes Vencedores de Taças, foi inaugurada em 1960 para os vencedores das competições nacionais. Fundada em 1973, a Supertaça da UEFA era originalmente uma partida disputada entre os vencedores da Taça dos Campeões Europeus e da Taça das Taças. Desde 2000, tem sido disputado pelos vencedores da Liga dos Campeões (antiga Taça dos Campeões Europeus) e da Liga Europa (antiga Taça UEFA).
A Taça Intercontinental foi uma competição para os vencedores da Taça dos Campeões Europeus (mais tarde Liga dos Campeões da UEFA) e seu equivalente sul-americano, a Copa Libertadores. Fundada em 1960, a Copa Intercontinental foi organizada conjuntamente pela UEFA e pela Confederação Sul-Americana de Futebol (CONMEBOL). Ela funcionou até 2004, quando foi substituído pelo Mundial de Clubes da FIFA, que inclui os vencedores das principais competições de clubes das seis confederações continentais.

## 1950–79
O primeiro título europeu do Benfica veio em 1950, quando, comandado por Ted Smith, derrotou o Bordeaux no Estádio Nacional, em Oeiras, Portugal, para ganhar a Taça Latina. Sete anos depois, a equipa chegou à sua segunda e última final da Taça Latina, mas perdeu para o Real Madrid de Alfredo Di Stéfano. Depois de uma estreia mal sucedida nas competições da UEFA na Taça dos Campeões Europeus de 1957-58, onde perdeu para o Sevilha na fase inicial, o Benfica contratou o treinador húngaro Béla Guttmann, que levou a equipa à sua primeira final da Taça dos Campeões Europeus a 31 de Maio de 1961. Tendo derrotado Hearts, Újpest Dózsa, AGF Aarhus e Rapid Wien, o Benfica enfrentou o Barcelona na final, onde os golos de José Águas, Mário Coluna e um auto-golo de Antoni Ramallets ajudaram o clube a conquistar a sua primeira Taça dos Campeões Europeus. No ano seguinte, já com Eusébio no plantel, Guttmann guiou a equipa para a segunda vitória consecutiva na Taça dos Campeões Europeus. Depois de derrotar o Austria Wien, 1. FC Nürnberg e Tottenham Hotspur, o Benfica enfrentou o Real Madrid na final em 2 de maio de 1962. Um hat-trick de Ferenc Puskás colocou os campeões espanhóis na frente antes do intervalo, mas dois golos de Coluna e da estrela em ascensão Eusébio viraram o placar para 5-3.
Após duas vitórias consecutivas na Taça dos Campeões Europeus, Guttmann teria se aproximado do conselho de administração do clube pedindo um aumento salarial. Como sua demanda foi recusada, ele deixou o clube e supostamente professou a sua alegada maldição. O Benfica substituiu-o por Fernando Riera e, embora o treinador chileno tenha levado a equipa à terceira final consecutiva da Taça dos Campeões Europeus, não conseguiu imitar o sucesso de Guttmann. Em 25 de maio de 1963, contra o Milan, as chances do Benfica eram escassas após um duro ataque de Gino Pivatelli que debilitou gravemente Coluna. Numa altura em que não existiam substituições, o Benfica jogou o resto da partida aleijado, e dois golos de José Altafini na segunda parte enviaram o troféu para a Itália. Depois de um mau desempenho na Taça dos Campeões Europeus de 1963-64, o Benfica voltou à final na temporada seguinte. Liderado pelo técnico romeno Elek Schwartz, o Benfica eliminou o Real Madrid por 5-1 nas quartas-de-final a caminho de enfrentar o campeão Inter de Milão na final, disputada na casa do Inter, San Siro, em um campo enlameado e encharcado. Um erro de Alberto da Costa Pereira, permitindo que um chute de Jair passasse entre suas pernas, custou ao Benfica a sua segunda tentativa de uma tríplice coroa da Liga dos Campeões.
Na temporada seguinte, o Benfica derrotou o Stade Dudelange por 18-0 no total de duas mãos, estabelecendo um recorde europeu para a maior vitória no total.[carece de fontes?] No entanto, em uma fase posterior da competição, eles sofreram uma derrota recorde em casa para o Manchester United e foram eliminados. Depois de um ano a competir na Taça das Cidades com Feiras, o Benfica voltou à Liga dos Campeões e chegou à sua quinta final em 1968. Depois de eliminar a Juventus por 3-0 nas meias-finais, o Benfica enfrentou o Manchester United no Estádio de Wembley em 29 Maio de 1968. Bobby Charlton abriu o placar, mas Jaime Graça empatou aos 79 minutos. Perto do final do tempo regulamentar, Eusébio desperdiçou uma chance de um contra um contra Alex Stepney e a partida foi para a prolongamento, onde três golos em oito minutos deram à equipa inglesa o seu primeiro título europeu. Na temporada seguinte, o Benfica foi parado nas quartas-de-final pelo Ajax após um replay em Paris. Tal como na final da época anterior, o Benfica sofreu três golos no prolongamento e foi eliminado. Em 1969-70, o Benfica caiu na segunda rodada contra a equipe escocesa e os eventuais finalistas Celtic por conta de uma decisão de cara ou coroa.
Após um período de sucesso na década de 1960, onde estavam entre os principais candidatos, as equipas do sul da Europa começaram a perder influência no cenário europeu durante a década de 1970, à medida que as equipas holandesas e alemãs apareciam mais fortes. Na Taça dos Campeões Europeus de 1971-72, o Benfica perdeu nas meias-finais para o Ajax liderado por Johan Cruyff, a caminho da segunda vitória consecutiva. O Benfica chegou às quartas de final da Taça dos Vencedores de Taças de 1974–75 antes de ser eliminado por outra equipa holandesa, o PSV Eindhoven. Ao longo do final da década de 1970, com a retirada de jogadores históricos como Eusébio e Simões, o Benfica não conseguiu manter o mesmo desempenho da década anterior e apenas garantiu duas presenças nos quartos-de-final da Taça dos Campeões Europeus. Em 1975–76, eles perderam por 5–1 para o campeão Bayern de Munique, e em 1977–78 foram eliminados pelo atual campeão Liverpool com um placar agregado de 6–2.

## 1980–95
No início da década de 1980, o domínio doméstico do Benfica tinha diminuído, deixando a equipa para jogar em competições de segundo nível, nomeadamente a Taça das Taças e a Taça UEFA. Em 1980-81, a equipa chegou às semifinais da Taça dos Vencedores de Taças, mas perdeu para Carl Zeiss Jena da Alemanha Oriental.[34] Este desempenho foi superado duas temporadas depois, quando o Benfica chegou à final da Taça UEFA de 1983 depois de superar uma luta nas quartas de final contra uma equipa da Roma com Falcão e Bruno Conti. Na final a duas mãos, o Benfica defrontou o belga Anderlecht. Na primeira mão, a 4 de Maio de 1983, o Benfica perdeu em Bruxelas com um único golo de Kenneth Brylle. Na segunda mão, 14 dias depois, o treinador do Benfica, Sven-Göran Eriksson, optou por não iniciar Zoran Filipović e João Alves, ambos titulares indiscutíveis, e a equipe empatou em 1 a 1, perdendo outra final europeia. O Benfica voltou à Liga dos Campeões nas duas temporadas seguintes, mas as derrotas contra o Liverpool em ambas as participações mostraram que a equipa ainda não estava pronta para competir com os melhores clubes da Europa.
Após quatro temporadas, o Benfica mostrou-se pronto para disputar a Taça dos Campeões Europeus em 1987-88. Depois de eliminar equipas como Anderlecht e Steaua București, eles chegaram à sua sexta final na competição, onde enfrentaram o PSV em uma partida disputada no Neckarstadion, de Estugarda em 25 de maio de 1988. Após um empate sem golos no final do prolongamento, a partida foi decidida nos penáltis. A equipa holandesa – que colocou em campo cinco jogadores da seleção holandesa que viriam a conquistar o Campeonato Europeu da UEFA de 1988 um mês depois – converteu todos os seus pontapés de grande penalidade, enquanto António Veloso permitiu ao guarda-redes Hans van Breukelen defender o seu pontapé de grande penalidade e selou a quarta final perdida consecutiva do Benfica. O Benfica não tardou a voltar a marcar presença na final da Taça dos Campeões Europeus, pois dois anos depois – e com o treinador sueco Eriksson novamente no comando – uma equipa que inclui os defesas-centrais titulares do Brasil Ricardo Gomes e Aldair, juntamente com os médios Valdo e Jonas Thern, eliminou o Marselha com um gol controverso de Vata para chegar à sua sétima final da Taça dos Campeões Europeus. Antes da final, Eusébio supostamente visitou o túmulo de Béla Guttmann, pedindo perdão na esperança de acabar com a maldição. Em 23 de maio de 1990, o Benfica enfrentou o campeão Milan no Praterstadion de Viena e não conseguiu impedir Frank Rijkaard de marcar o golo da vitória e dar à equipa italiana o seu quarto e segundo título consecutivo da Taça dos Campeões Europeus.
No início da década de 1990, o Benfica participou na última edição da Taça dos Campeões Europeus antes de ser reformulado e convertido na Liga dos Campeões da UEFA. Eles chegaram à fase de grupos do torneio depois de um desempenho bem sucedido em Highbury contra o Arsenal, com Isaías e Vasili Kulkov marcando no prolongamento. Na fase de grupos, o Benfica terminou em terceiro lugar, atrás do Barcelona e do Sparta Praga. Em 1992-93, o Benfica chegou aos quartos-de-final da Taça UEFA, derrotando a Juventus em casa (a sua única derrota na competição), mas perdendo por 3-1 em Turim. Na temporada seguinte, o Benfica voltou à Taça dos Vencedores de Taças e chegou às meias-finais depois de um empate 5-5 no agregado contra o Bayer Leverkusen nos quartos-de-final foi decidido pelos golos fora. Em Lisboa, o Benfica venceu o Parma por 2-1 na primeira mão das meias-finais, com Vítor Paneira a perder mesmo uma grande penalidade. No entanto, no jogo de volta, o defesa Carlos Mozer foi expulso aos 20 minutos e a equipa resistiu por 55 minutos antes de Roberto Sensini marcar o único golo da partida, que apurou os italianos. Na sua estreia na Liga dos Campeões em 1994-95, o Benfica venceu o seu grupo, mas sucumbiu ao Milan na fase eliminatória.

## 1995–2009
No final da década de 1990, as atuações europeias do clube não corresponderam ao recorde histórico do Benfica, com apenas uma presença nas quartas de final na Taça dos Vencedores de Taças de 1996-97 como destaque. As atuações da equipa foram abaixo da média, com o seu pico mais baixo vindo na forma de uma derrota por 7-0 contra o Celta de Vigo, que permanece como a derrota europeia mais pesada do Benfica.
Depois de perder duas temporadas do futebol europeu pela primeira vez desde 1960, o Benfica voltou às competições da UEFA em 2003-04. Eles entraram na Liga dos Campeões daquela temporada na terceira pré-eliminatória, mas as derrotas contra a Lazio rebaixaram-nos para a Taça UEFA. Lá, a equipa chegou à quarta rodada, onde foi eliminada pela Inter de Milão com uma derrota fora de casa por 4-3. Depois de mais uma temporada sem jogar na Liga dos Campeões, o Benfica voltou à principal competição da UEFA em 2005-06, onde alcançou o seu melhor desempenho em onze anos. O Benfica eliminou o Manchester United da competição na fase de grupos e eliminou o campeão Liverpool na rodada seguinte, conquistando a primeira vitória do clube em Anfield. Nas quartas-de-final, o Benfica foi eliminado pelo Barcelona após uma derrota por 2-0 no Camp Nou. As duas temporadas seguintes foram bastante semelhantes; em 2006–07 e 2007–08, o Benfica terminou em terceiro na fase de grupos e foi rebaixado para a Taça UEFA, não conseguindo ir além dos quartos-de-final.

## 2009–2024
Em 2009-10, o Benfica teve uma performance notável na recém-criada Liga Europa da UEFA, progredindo desde o play-off até aos quartos-de-final. A sua campanha contou com uma goleada por 5-0 sobre o clube inglês Everton na fase de grupos e uma derrota agregada de 3-2 sobre o Marselha nas oitavas de final. A época seguinte, o Benfica regressou à Liga dos Campeões, mas tal como em 2006–07 e 2007–08, eles foram rebaixados para a Liga Europa. Desta vez, porém, a equipa superou a fase de quartas de final para chegar à sua primeira semifinal europeia em 17 anos. No primeiro jogo europeu de sempre entre equipas portuguesas, o Benfica foi surpreendido pelo Braga e perdeu a oportunidade de se qualificar para a final. O Benfica melhorou o seu desempenho europeu na Liga dos Campeões de 2011–12, avançando até às quartas de final. Na fase de grupos, o Benfica liderou o seu grupo - eliminando o Manchester United das competições europeias mais uma vez - e derrotou o Zenit Saint Petersbourg nas oitavas de final antes de perder por 3-1 no agregado para o Chelsea.
Nas temporadas 2012–13 e 2013–14, a corrida do Benfica na Liga dos Campeões não foi tão bem sucedida, mas o clube conseguiu chegar a duas finais da Liga Europa, a primeira delas 23 anos após a sua última aparição em uma final europeia. O Benfica perdeu as duas finais, em 17 de maio de 2013 contra o campeão da Liga dos Campeões Chelsea, com um cabeceamento de 2 a 1 nos acréscimos de Branislav Ivanović, e em 15 de maio de 2014 para o Sevilla, através de uma disputa de grandes penalidades após um empate sem golis, numa partida com uma arbitragem muito controversa, que o Benfica perdeu por 4-2. Isso ampliou a série de derrotas em finais europeias do clube para oito.
Em meados da década de 2010, o Benfica chegou à fase eliminatória da Liga dos Campeões duas vezes seguidas pela primeira vez. Eles se classificaram para as quartas de final pela 18ª vez em 2015–16, onde perderam por 3–2 no total para o Bayern de Munique, e foram eliminados pelo Borussia Dortmund nas oitavas de final em 2016–17. Nas temporadas seguintes, o Benfica não conseguiu avançar para as fases posteriores do principal torneio da UEFA, estabelecendo o pior desempenho de sempre de uma equipa portuguesa em 2017-18, com 6 derrotas e uma diferença de 13 golos negativos. Além disso, perdendo por 5-0 para o Basileia, igualou a sua maior derrota anterior na competição, contra o Borussia Dortmund em 1963-64.

## Estatísticas

### Recordes

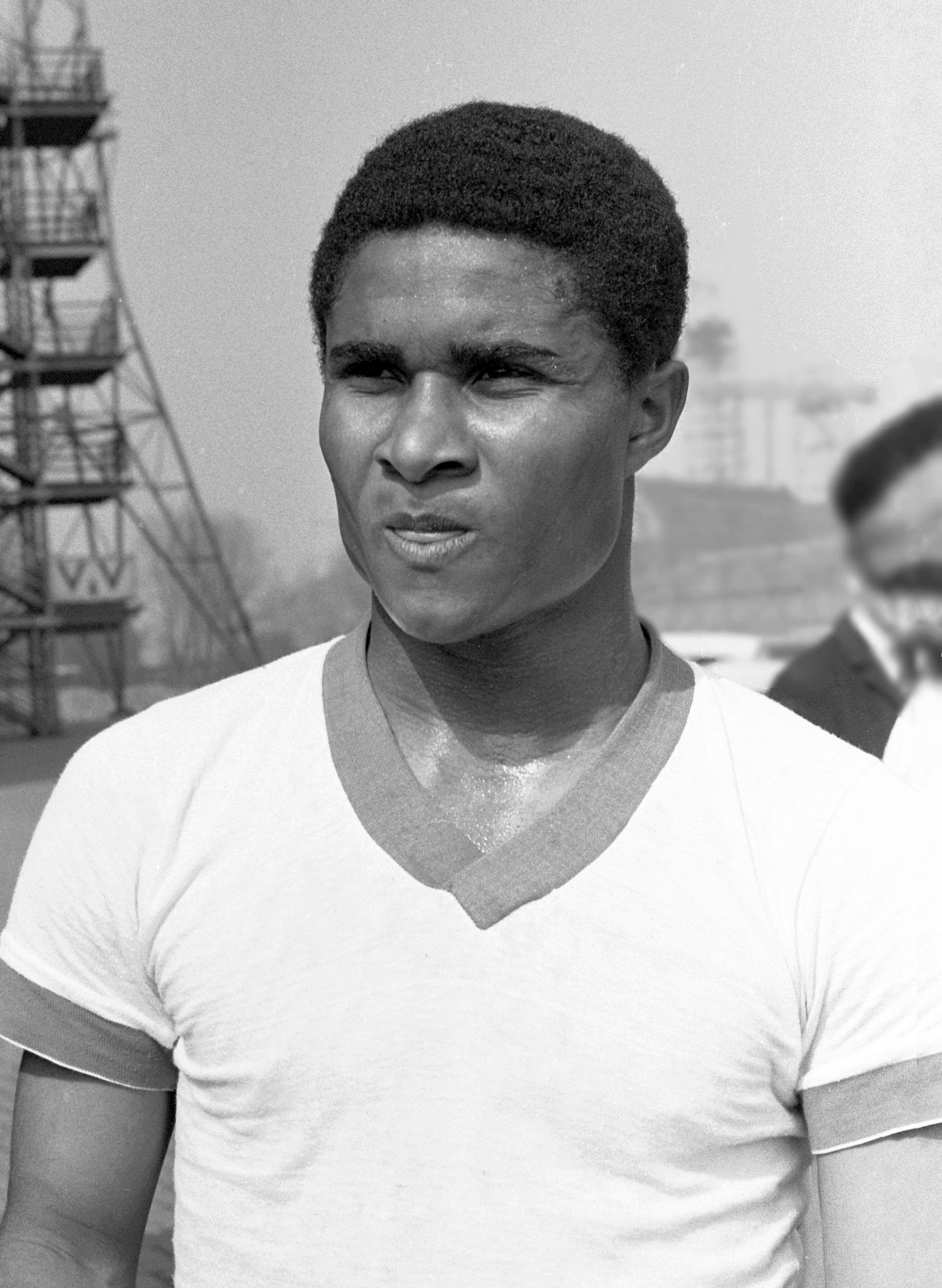
Eusébio é o jogador do Benfica com o maior número de golos em competições internacionais, com 56 golos marcados.

O Benfica foi a primeira equipa portuguesa a chegar à final da Taça dos Campeões Europeus, a primeira a ganhá-la e a única até hoje a conquistar o troféu em dois anos consecutivos. Na década de 1960, chegou à final cinco vezes, mais do que qualquer outra equipa, superando o Real Madrid e Milan, que chegaram apenas a três finais cada. As suas dez finais europeias são também um recorde nacional, e com 41 participações na Liga dos Campeões (antiga Taça dos Campeões Europeus), apenas o Real Madrid disputou mais épocas na competição.
- Mais participações em competições europeias: Luisão (127)
- Mais golos em competições europeias: Eusébio (56)
- Primeiro jogo europeu: Sevilha 3-1 Benfica na Taça dos Campeões Europeus, a 19 de Setembro de 1957
- Maior vitória: Benfica 10-0 Stade Dudelange na Taça dos Campeões Europeus, a 5 de Outubro de 1965
- Primeiro golo nas competições europeias: Francisco Palmeiro, aos 40 minutos, frente ao Sevilha, a 19 de Setembro de 1957
- Maior derrota: Celta Vigo 7-0 Benfica na Taça UEFA, a 25 de Novembro de 1999
- Maior público em casa europeu: 110.000, contra o Marselha na Taça dos Campeões Europeus, a 18 de abril de 1990

### Finais de Competições da UEFA
| 31 de maio de 1961 Taça dos Campeões Europeus | Barcelona                                          | 2–3 | Benfica                 | Berna, Suíça                                                                |  |
| 19:00 CEST (UTC+01:00)                        | Águas 31' · Ramallets 32' (auto-golo) · Coluna 55' |     | Kocsis 21' · Czibor 75' | Estádio: Wankdorf Stadium Público: 26 732 Árbitro: Gottfried Dienst (Suíça) |  |

| 2 de maio de 1962 Taça dos Campeões Europeus | Benfica                                                     | 5–3 | Real Madrid        | Amsterdão, Holanda                                                     |  |
| 19:30 CEST (UTC+01:00)                       | Águas 25' · Cavém 33' · Coluna 50' · Eusébio 64' (pen.) 69' |     | Puskás 18' 23' 39' | Estádio: Olympisch Stadion Público: 61 257 Árbitro: Leo Horn (Holanda) |  |

| 22 de maio de 1963 Taça dos Campeões Europeus | Milan            | 2–1 | Benfica     | Londres, Inglaterra                                                           |  |
| 15:00 CEST (UTC+01:00)                        | Altafini 58' 69' |     | Eusébio 19' | Estádio: Wembley Stadium Público: 45 715 Árbitro: Arthur Holland (Inglaterra) |  |

| 27 de maio de 1965 Taça dos Campeões Europeus | Inter de Milão | 1–0 | Benfica | Milão, Itália                                                       |  |
| 21:30 CEST (UTC+01:00)                        | Jair 43'       |     |         | Estádio: San Siro Público: 89 000 Árbitro: Gottfried Dienst (Suíça) |  |

| 29 de maio de 1968 Taça dos Campeões Europeus | Benfica   | 1–4 (pro.) | Manchester United                      | Londres, Inglaterra                                                          |  |
| 20:45 CEST (UTC+01:00)                        | Graça 79' |            | Charlton 53' 99' · Best 93' · Kidd 94' | Estádio: Wembley Stadium Público: 92 225 Árbitro: Concetto Lo Bello (Itália) |  |

| 4 de maio de 1983 Taça UEFA (1ª mão) | Anderlecht | 1–0       | Benfica | Bruxelas, Bélgica                                                         |  |
|                                      | Brylle 29' | Relatório |         | Estádio: Heysel Stadium Público: 52 694 Árbitro: Bogdan Dochev (Bulgaria) |  |

| 18 de maio de 1983 Taça UEFA (2ª mão) | Benfica  | 1–1       | Anderlecht | Lisboa, Portugal                                                          |  |
|                                       | Shéu 32' | Relatório | Lozano 38' | Estádio: Estádio da Luz Público: 80 000 Árbitro: Charles Corver (Holanda) |  |

| 25 de maio de 1988 Taça dos Campeões Europeus | PSV | 0–0 (pro.) (6 - 5 pen.) | Benfica | Stuttgart, Alemanha                                                    |  |
| 20:15 CEST (UTC+01:00)                        |     | Relatório               |         | Estádio: Neckarstadion Público: 64 000 Árbitro: Luigi Agnolin (Itália) |  |

| 23 de maio de 1990 Taça dos Campeões Europeus | Milan        | 1–0       | Benfica | Viena, Áustria                                                        |  |
| 20:15 CEST (UTC+01:00)                        | Rijkaard 68' | Relatório |         | Estádio: Praterstadion Público: 58 000 Árbitro: Helmut Kohl (Áustria) |  |

| 15 de maio de 2013 Liga Europa | Benfica            | 1–2       | Chelsea                     | Amsterdã, Holanda                                                             |  |
| 20:45 CEST (UTC+01:00)         | Cardozo 68' (pen.) | Relatório | Torres 60' · Ivanović 90+3' | Estádio: Johan Cruijff Arena Público: 46 163 Árbitro: Björn Kuipers (Holanda) |  |

| 14 de maio de 2014 Liga Europa | Sevilla | 0–0 (pro.) (4 - 2 pen.)     | Benfica | Turim, Itália                                             |  |
| 20:45 CEST (UTC+01:00)         |         | Relatório                   |         | Estádio: Juventus Stadium Árbitro: Felix Brych (Alemanha) |  |
|                                |         | Penalidades                 |         |                                                           |  |
| Bacca Mbia Coke Gameiro        |         | Lima Cardozo Rodrigo Luisão |         |                                                           |  |

## Honras
| Competição                      | Títulos | Vice | Ano(s) campeão   | Ano(s) que foi vice                         |
| ------------------------------- | ------- | ---- | ---------------- | ------------------------------------------- |
| Taça dos Campeões Europeus      | 2       | 5    | 1960–61, 1961–62 | 1962–63, 1964–65, 1967–68, 1987–88, 1989–90 |
| Taça UEFA / Liga Europa da UEFA | -       | 3    | -                | 1982–83, 2012–13, 2013–14                   |
| Taça Intercontinental           | -       | 2    | -                | 1961, 1962                                  |